# Цереус
Цереус (Cereus Mill., 1754) — рід сукулентних рослин з родини кактусових.

## Етимологія

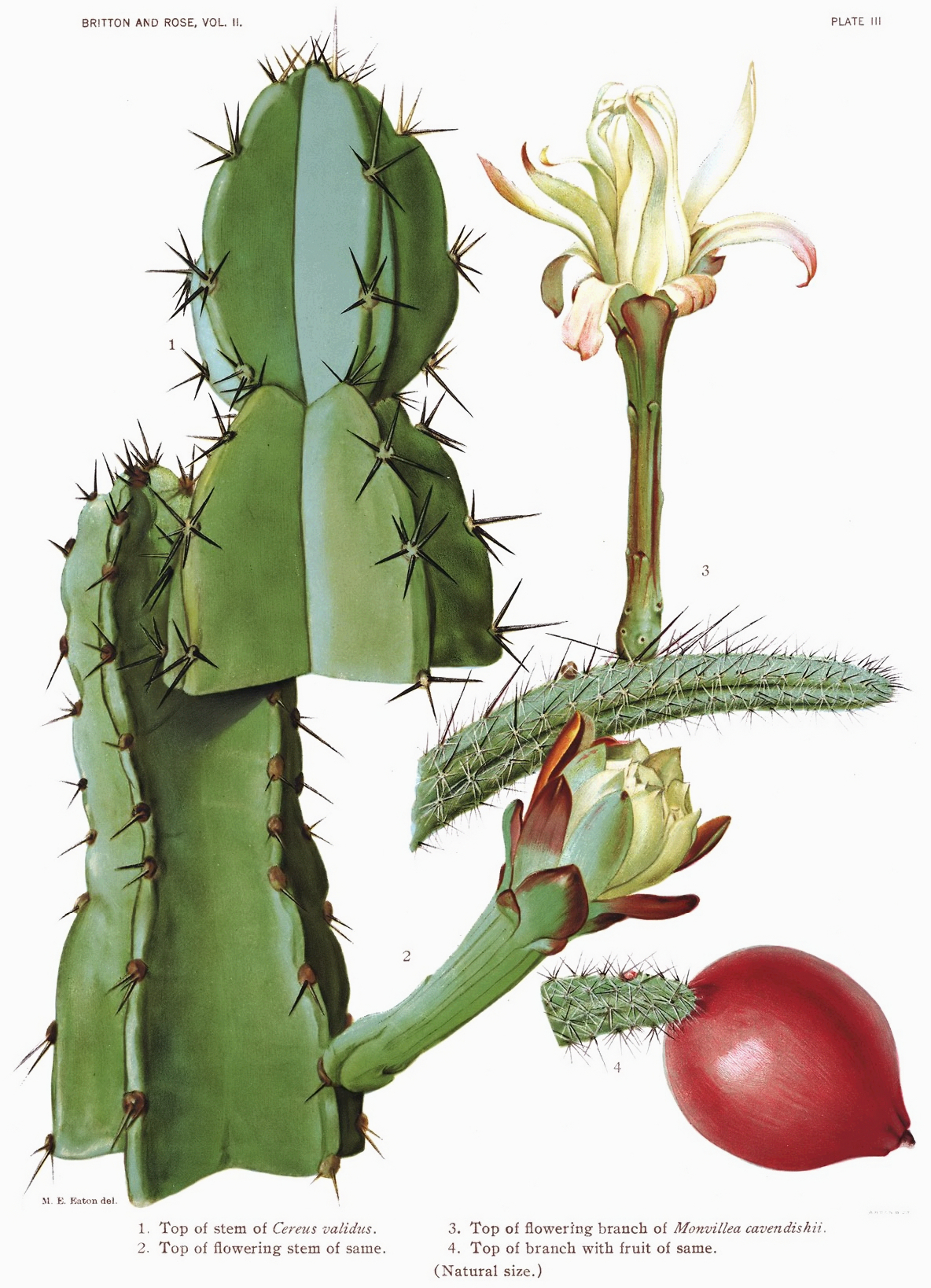
Ілюстрація Cereus forbesii у виданні Бріттона і Роуза «The Cactaceae» (1919—1923), том II, 1920

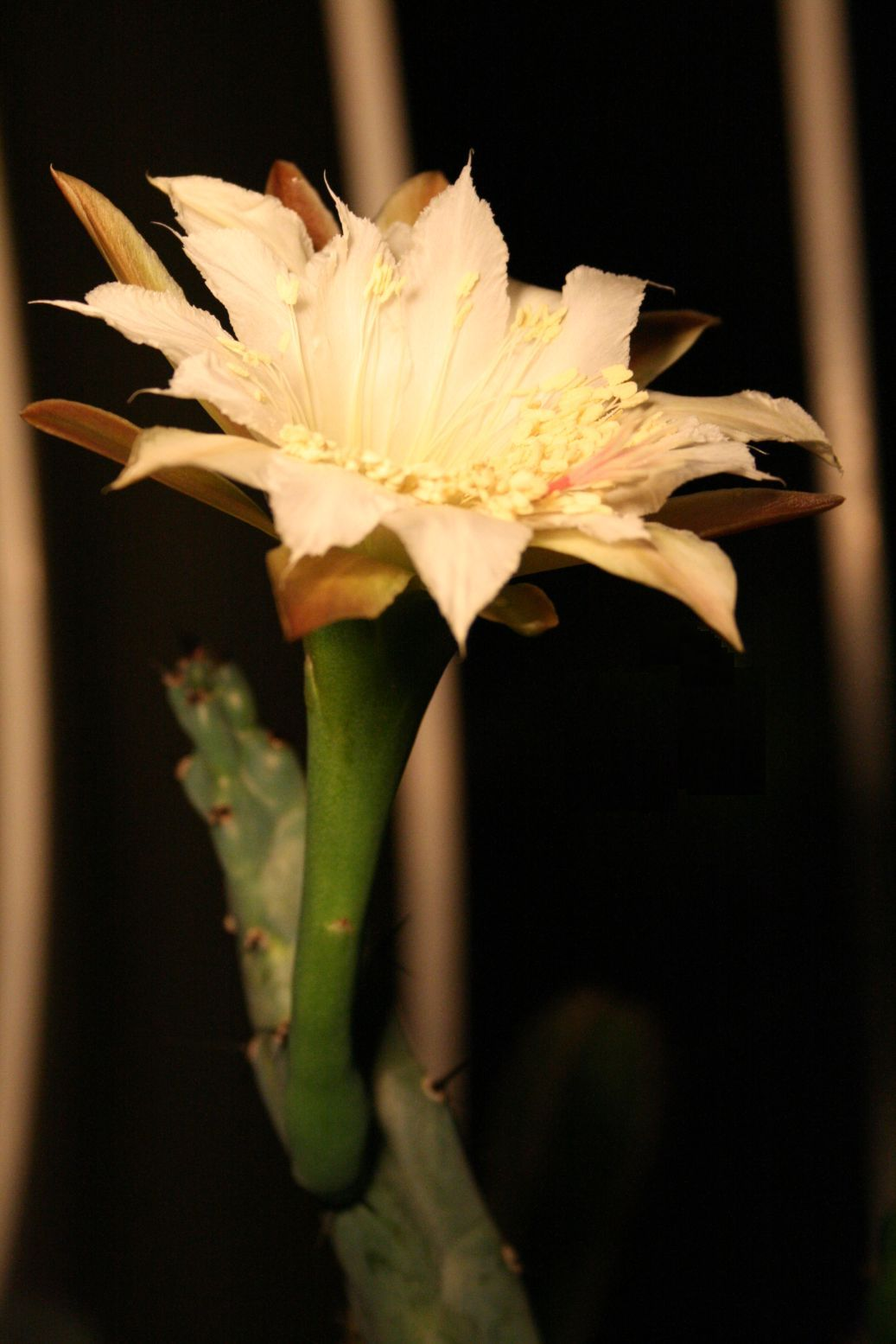
Квітка Cereus spegazzinii

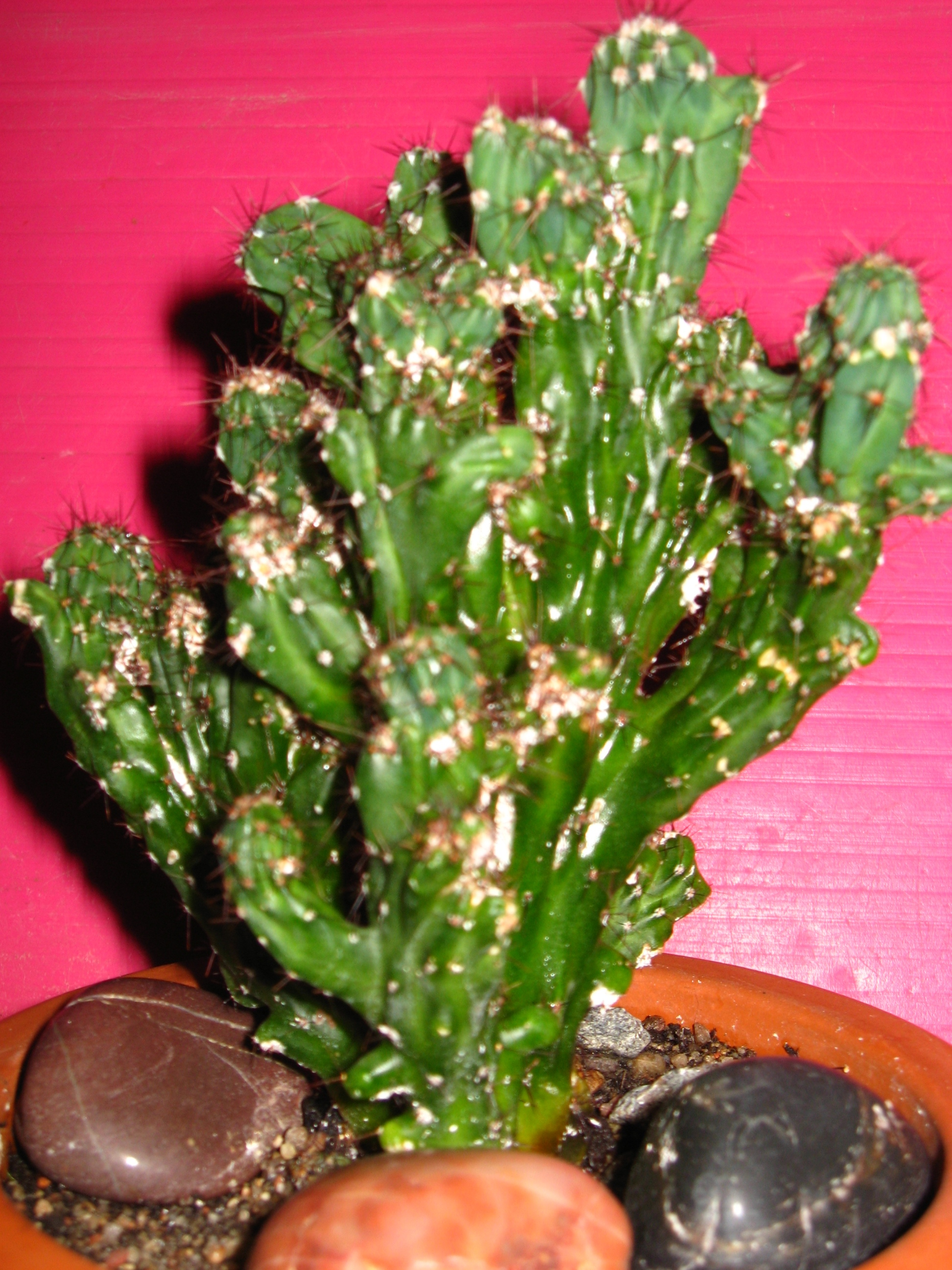
Монстрозна форма цереуса

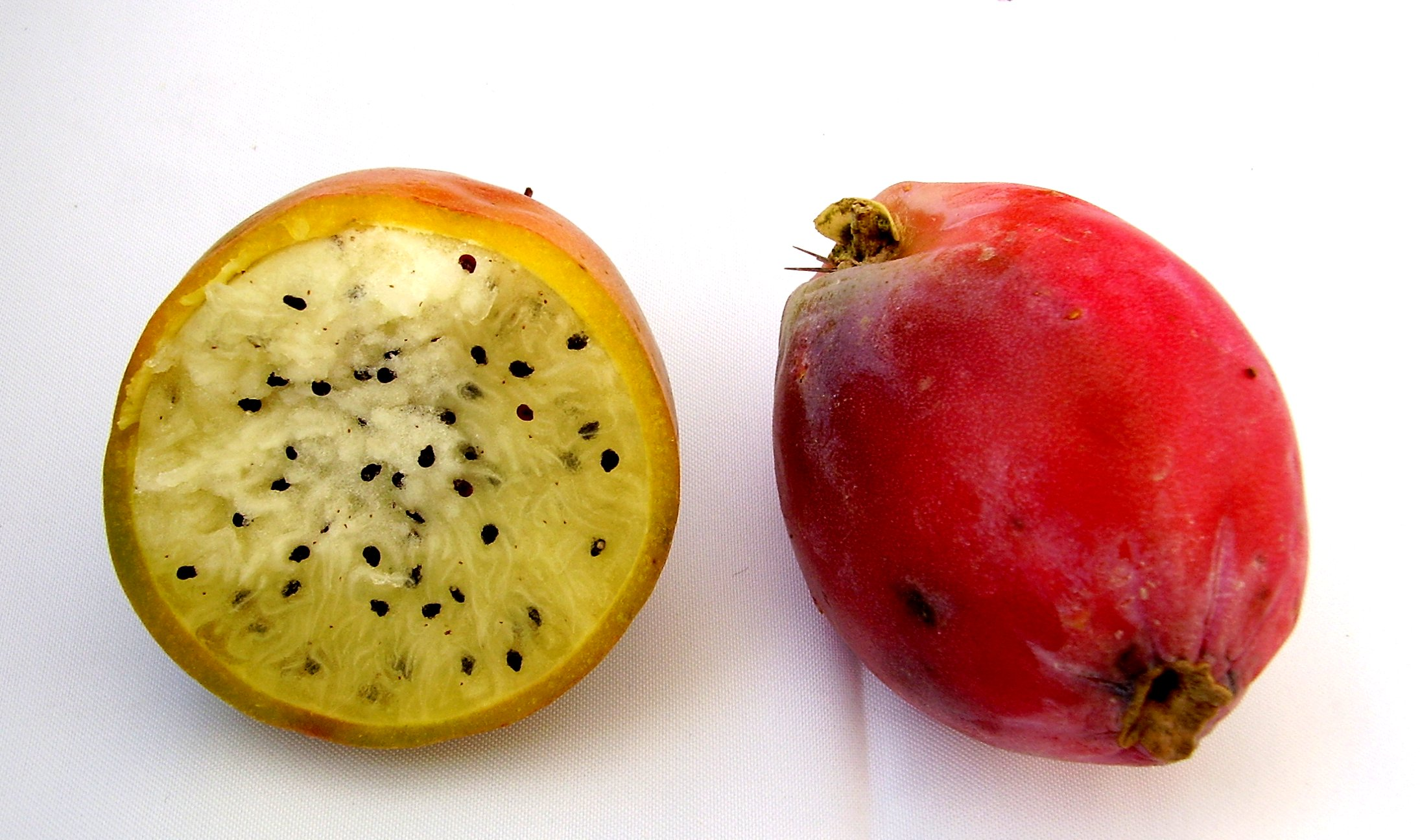
Плоди Cereus hildmannianus

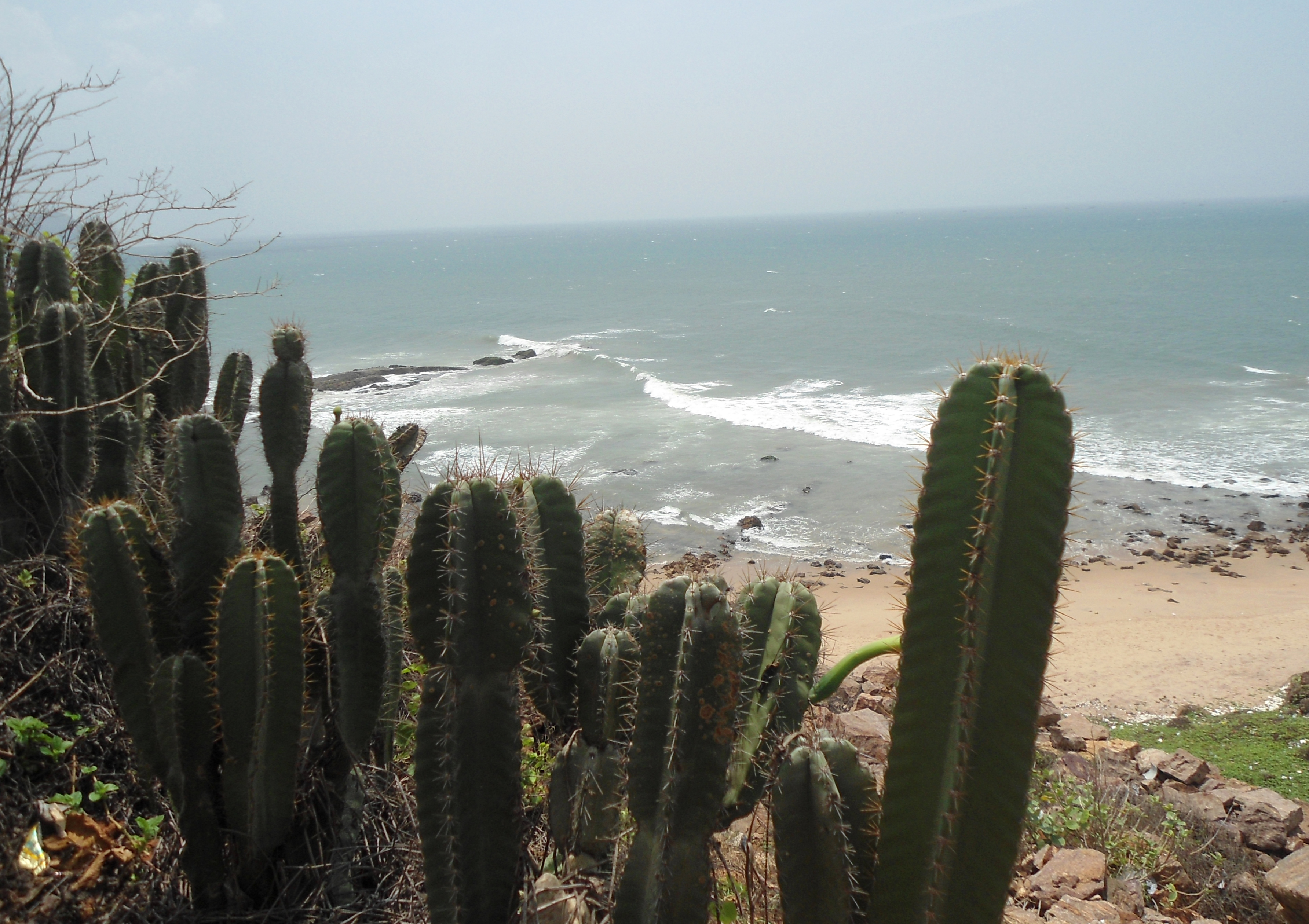
Cereus hildmannianus в парку Теннеті, Вішакхапатнам, Індія

Назва походить від лат. cereus — «восковий», що вказує на зовнішній вигляд цих рослин, що нагадують велетенські свічки.

## Історія систематики
З часів Карла Шумана (кінець XIX століття) до роду Цереус включали представників кактусів, для яких характерною ознакою була форма стебел у вигляді циліндрів або колон. До нього ж відносили також види кактусів зі сланкими і чіпляючимися стеблами. В результаті цей рід об'єднував до 900 видів. На початку XX століття Бріттон, Роуз і Бергер почали подрібнювати гігантський рід на менші. Потім Андерсон продожив роботу в цьому напрямку. Наприклад, найбільший у світі кактус, що був описаний раніше як цереус гігантський (Cereus giganteus) тепер віднесений до монотипного роду Карнегія (Carnegiea).

## Ареал
Ареал охоплює острови Вест-Індії, Центральну і Південну Америку, де рослини цього роду широко поширені.

## Загальна біоморфологічна характеристика
Свічкоподібний кактус; деревоподібний або кущуватий, 1,5-20 м заввишки і до 40 см в діаметрі. Утворюють потужну кореневу систему. Ребра (4-8) дуже різні за довжиною і кількостю, прямі і гострі. Число колючок, розташованих у великих повстистих ареолах, теж різне. Радіальні колючки (3-20) міцні, жорсткі, прямі, 0,5-3 см завдовжки. Центральні колючки (1-8) шилоподібні, 3-10 см завдовжки. Забарвлення колючок від сірого, коричневого до червонуватого і чорного. Квітки у більшості видів нічні, білі, іноді рожево-пурпурові, воронкоподібні, 30 см завдовжки і до 10-20 см в діаметрі, ароматні. Квіткова трубка з невеликою кількістю лусочок. Зав'язь гола. Плоди довгасті, гладенькі, жовто-зелені або червоні, понад 10 см завдовжки. Насіння досить велике, чорне, рідко блискуче.
Загальною ознакою всіх цереусів є особливість їхніх великих квіток. Після завершення цвітіння стовпчик маточки не відпадає, а залишається на рослині, і часто зберігається на плоді, що сформувався.

## Культивування
Більшість цереусів — великі кактуси, що в кімнатних умовах не досягають свого природного розміру, однак молоді екземпляри часто зустрічаються в колекціях. Особливою декоративністю відрізняються монстрозні форми цих рослин.
У культурі цереуси невибагливі, добре ростуть і зрідка цвітуть. Невимогливі до світла і ґрунтової суміші, проте краще розвиваються при хорошому сонячному освітленні і на родючому ґрунті. Влітку потребують рясного поливу та підживлення мінеральними добривами в період вегетації. Взимку утримують при температурі 10-12 °С майже сухими.
Розмноження насінням і живцями.

## Застосування
Як великомірні кактуси знаходять широке застосування в озелененні різних приміщень, зимових садів, вітрин, створення декоративних кактусних гірок. Відрізняються швидким ростом, зарекомендували себе як одні з найвитриваліших підщеп для інших кактусів.

## Види
Згідно з систематикою Андерсена, до роду Cereus належать 34 види. Список видів сайту «The Plant List» налічує 48 прийнятих назв видів.